# Акламация
Акламацията (на лат.: acclamatio – вик, възклицание) е форма на политически избор, при която не се използва бюлетина. Акламацията може да означава и вид ритуален поздрав и израз на одобрение в определени социални контексти, както в Древен Рим.

## Гласуване

### Гласуване с глас
Най-честият тип акламация е гласовото гласуване, при което групата за гласуване се пита кой подкрепя и кой се противопоставя на предложения кандидат. В случай на липса на опозиция, кандидатът се счита за избран. В парламентарната процедура акламацията е форма на единодушно съгласие.
Тази форма на избори е най-често свързана с папски избори, въпреки че този метод е преустановен от апостолската конституция на папа Йоан Павел II Universi Dominici gregis. Понякога се среща и в контекста на парламентарни решения или конвенции за номиниране на президент на САЩ (където често се използва за номиниране на кандидата и действащите президенти).

### Безспорни избори
В Канада се твърди, че кандидат за парламентарна, законодателна или общинска длъжност се избира чрез акламация, ако той или тя няма противници за мястото – случай, който рядко се случва федерално, но е по-често при парламентарните избори в северните територии и общински избори. Последният случай на акламация при избори за Камарата на общините на Канада е през 1957 г., когато Джордж Дусет е акламиран на допълнителни избори след смъртта на своя предшественик Уилям Гурли Блеър. Само два месеца преди това, Чесли Уилям Картър е последният човек, приветстван на общи избори.

## Религия
В литургичните християнски църкви акламациите са началните изречения в началото на Евхаристията.

## В древен Рим
Акламациите са били ритуални словесни изрази на одобрение и благословия в обществения (като гладиаторски игри) и личния живот. Отпътуването и завръщането на императорските магистрати например бива придружени от акламация. В по-късната Римска империя изрази на добра воля са били запазени за императора и някои роднини, които са били посрещани по този начин по време на публични изяви при специални поводи като рождените им дни. До 4 век сл.н.е. акламациите са били задължителни за имперските служители на високо ниво.